# Assur-dan III
Sauf précision contraire, les dates de cet article sont sous-entendues « avant l'ère commune » (AEC), c'est-à-dire « avant Jésus-Christ ».

Assur-dan III ou Aššurdān ou Assourdan, fut roi d'Assyrie de 772 à 755 av. J.-C. Il est le deuxième fis d'Adad-Nirâri III.
Il règne à une période difficile pour la monarchie Assyrienne. Selon le canon éponyme, en 765, l'Assyrie est frappé par une épidémie de peste. En 763 une révolte éclate à Assur, Arrapha et Guzana (Tell Halaf), qui va durer jusqu'en 759, date à laquelle le pays doit subir un tremblement de terre. Son frère Assur-Nirâri V (ou Assur-Nerari ou Ashur-Nirari, 755-745) lui succède